# International Stabilization Force

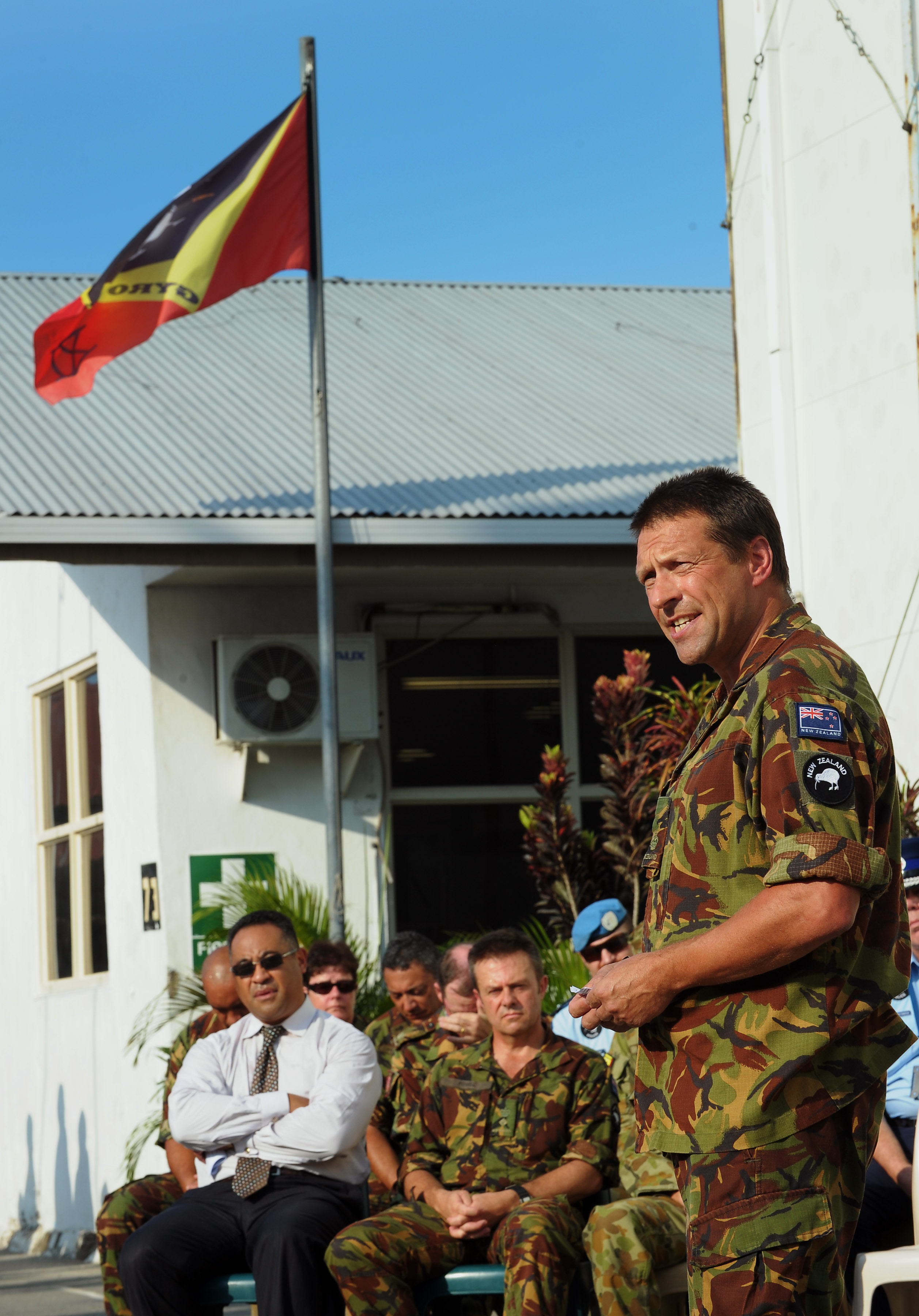
Neuseeländische Soldaten in Dili

Die International Stabilization Force ISF (deutsch Internationale Stabilisierungskräfte) war eine multinationale, militärische Eingreiftruppe in Osttimor unter der Führung Australiens. Aufgrund der Unruhen von 2006, bei denen mindestens 37 Menschen starben und 155.000 Menschen zur Flucht gezwungen wurden, bat die Regierung Osttimors um internationale Unterstützung zur Wiederherstellung der Ordnung. Die ersten Einheiten der ISF landeten am 25. Mai 2006 am Flughafen von Dili. Die Mission endete am 31. Dezember 2012. Am 25. März 2013 wurden die Büros und das Lager an Osttimor übergeben.

## Allgemein

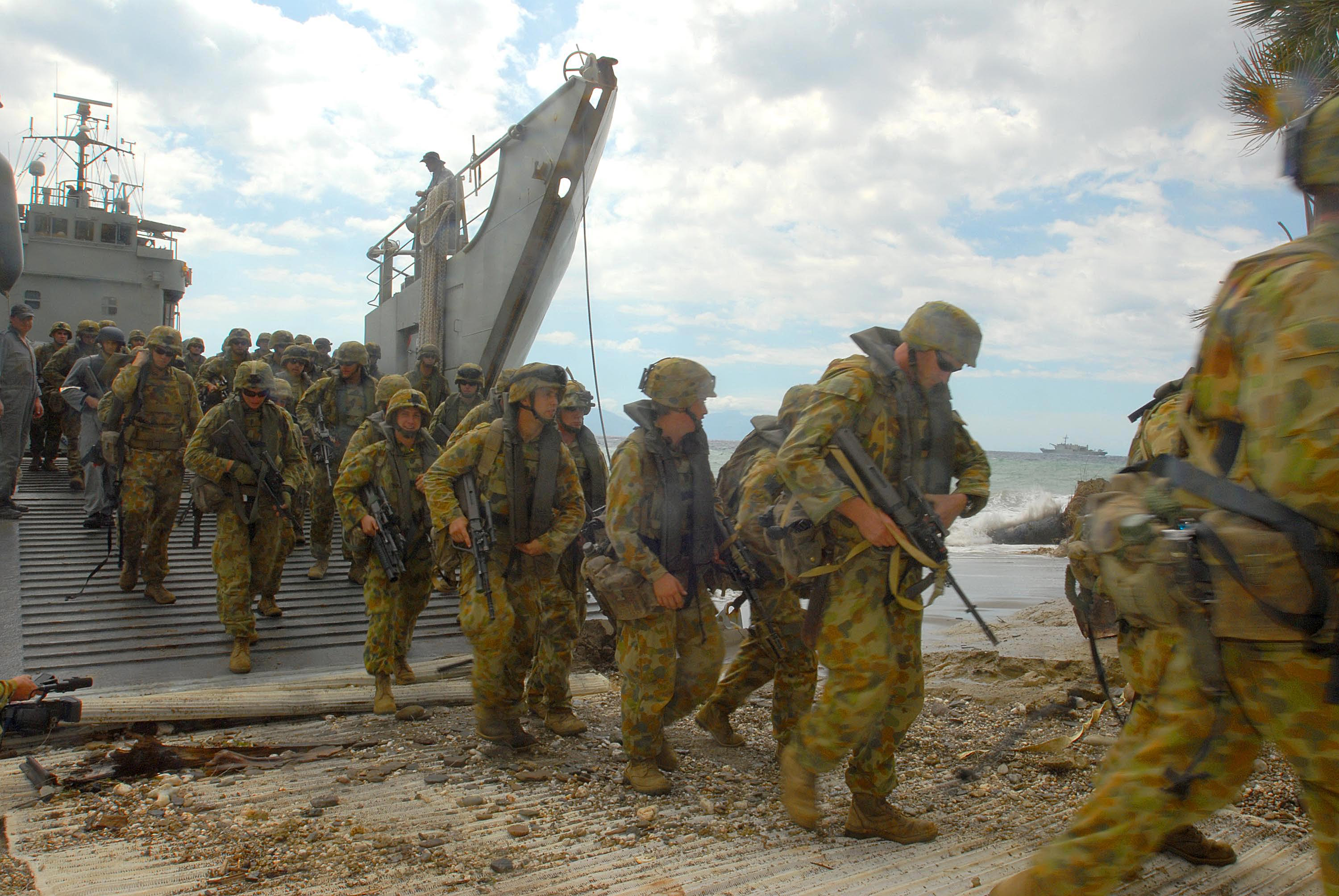
Australische ISF-Truppen landen in Comoro (2006)

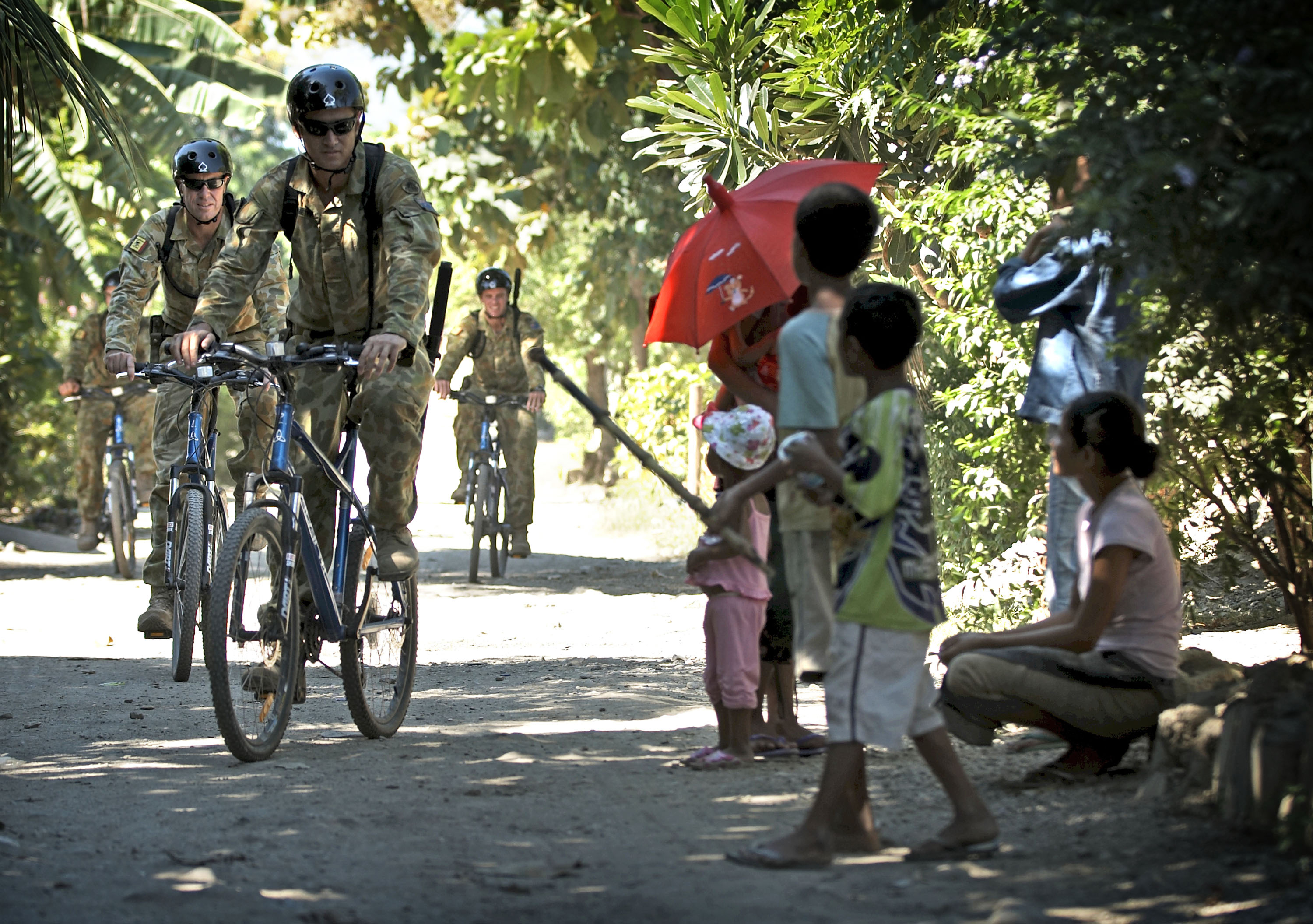
Australische ISF-Soldaten in Dili auf Patrouille (2009)

Neben Australien hatten auch Neuseeland und zeitweise auch Malaysia und Portugal Truppen nach Osttimor entsendet. Anfangs waren über 3.000 Soldaten im Einsatz, nachdem aber die Vereinten Nationen Ende August 2006 eine internationale Polizeimission (UNMIT) entsandte und sich die Lage beruhigte, wurde die Truppenstärke reduziert.
Die ISF und die UNMIT sorgten nun gemeinsam für die öffentliche Ordnung und halfen beim Wiederaufbau der osttimoresischen Sicherheitskräfte. Eine wichtige Aufgabe beider war auch die Sicherung des einigermaßen friedlichen Ablaufs der Präsidenten- und Parlamentswahlen 2007. Australien legte aber Wert darauf, dass die ISF weiterhin unter ihrer und nicht unter UN-Führung blieb.
Erfolglos war der Versuch der ISF, den flüchtigen Anführer der 2006 rebellierenden Soldaten Alfredo Reinado zu fangen. Ein Zugriffsversuch in Same scheiterte trotz Einsatz einer australischen Spezialtruppe und Hubschrauber. Reinado kam später bei einem Attentat auf die Staatsführung Osttimors am 11. Februar 2008 ums Leben. Die Rebellenbewegung brach daraufhin in den folgenden Wochen zusammen.
Die Truppen wurden aufgrund der Fortschritte bei der Stabilisierung des Landes nach und nach reduziert, so dass man sich entschloss, die ausländischen Sicherheitskräfte nach den Präsidentschafts- und Parlamentswahlen 2012 zu verabschieden.

## Zusammensetzung der Truppe

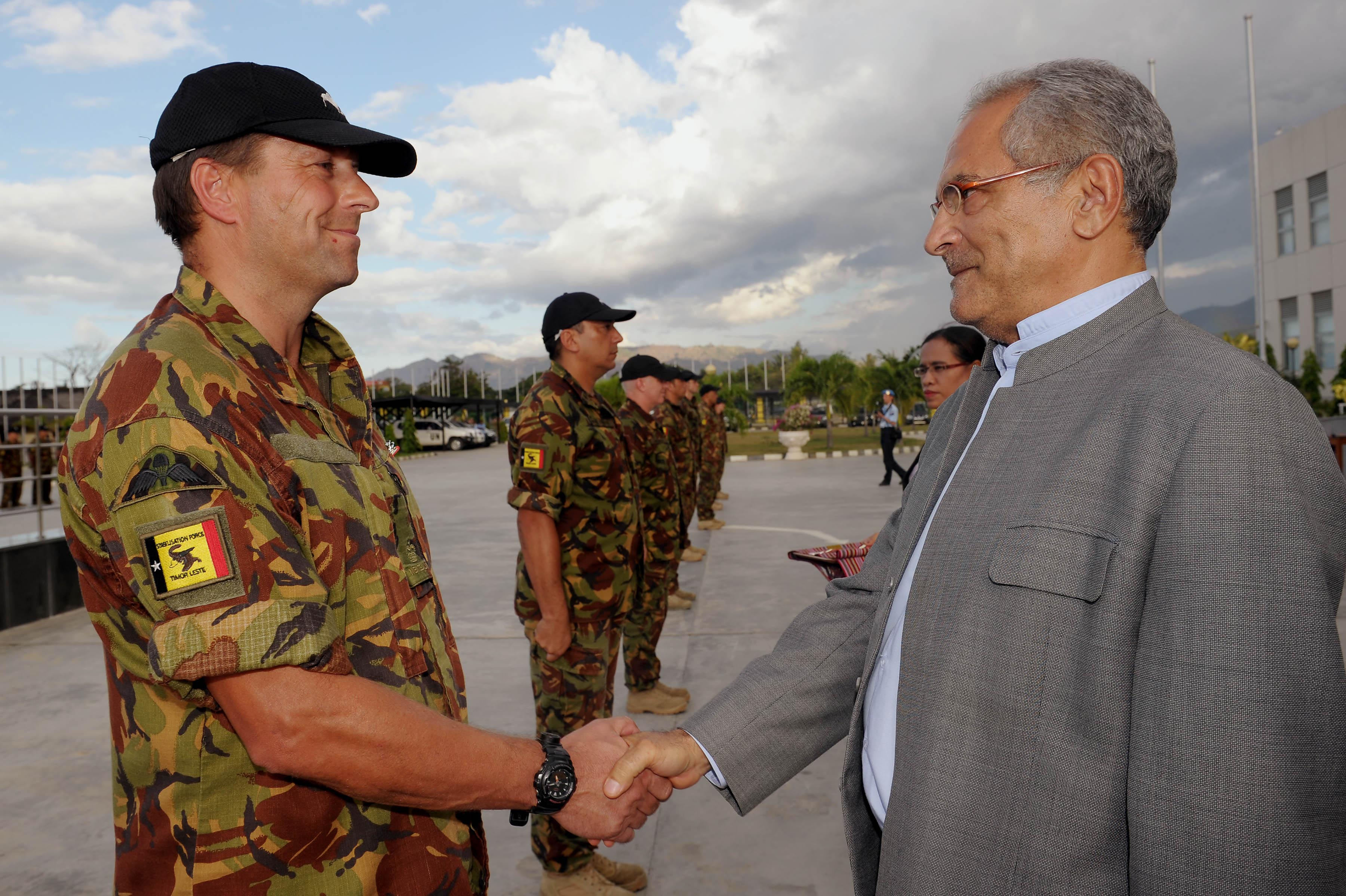
Ehrung neuseeländischer ISF-Soldaten durch Präsident Ramos-Horta (2011)

Im Februar 2008 verstärkte Australien nach dem Attentat vom 11. Februar 2008 seine Truppen zunächst von 800 auf 1000 Mann. Ende Oktober 2008 bestand die ISF noch insgesamt aus etwa 1000 Mann. Australien stellte Soldaten der ANZAC Battle Group des 1st Battalion of the Royal Australian Regiment aus Townsville. Dazu kamen noch Einheiten der Heeresflieger, Logistik, Militärpolizei und Pioniere. Im Oktober 2009 bestand das australische Kontingent nur noch aus 650 Mann. Neuseeland stellte im Dezember 2009 noch 155 Soldaten. Dazu gehören eine der ANZAC Battle Group unterstellte Infantry Rifle Company und zwei Hubschrauber vom Typ Iroquois mit 32 Angehörigen des No 3 Squadron der Royal New Zealand Air Force.
2010 wurde die Truppe auf 400 australische und 75 neuseeländische Soldaten reduziert.

## Liste der Kommandeure

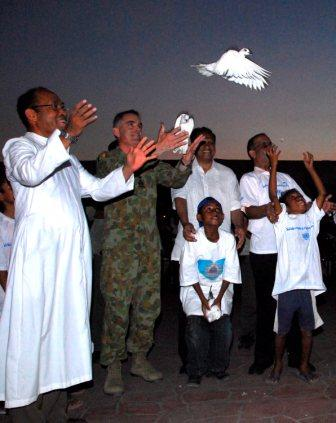
Brigadier Mark Holmes (2008)

| Nr. | Name                     | Beginn der Berufung | Ende der Berufung |
| --- | ------------------------ | ------------------- | ----------------- |
| 10  | Colonel Luke Foster      | 3. Juli 2011        | ---               |
| 9   | Colonel Michael Reilly   | 9. Oktober 2011     | 3. Juli 2011      |
| 8   | Colonel Simon Stuart     | 25. Februar 2010    | 9. Oktober 2011   |
| 7   | Commodore Stuart Mayer   | 24. Oktober 2009    | 25. Februar 2010  |
| 6   | Brigadier Bill Sowry     | 19. Januar 2009     | 23. Oktober 2009  |
| 5   | Brigadier Mark Holmes    | 31. Juli 2008       | 19. Januar 2009   |
| 4   | Brigadier James Baker    | 29. Januar 2008     | 31. Juli 2008     |
| 3   | Brigadier John Hutcheson | 2. August 2007      | 29. Januar 2008   |
| 2   | Brigadier Mal Rerden     | Oktober 2006        | 2. August 2007    |
| 1   | Brigadier Michael Slater | 25. Mai 2006        | Oktober 2006      |